# Siham-Soumeya Ben Nacer
Siham-Soumeya Bến Nacer (tiếng Ả Rập: سهام-سمية بن ناصر; sinh ngày 08 tháng 8 năm 1983) là một cựu tay vợt người Algeria.
Chơi cho Algeria ở Fed Cup, Ben Nacer có thành tích W/L là 6-7.

## Chung kết ITF
| Grand Slam  |
| Loại GA     |
| Loại G1     |
| Loại G2     |
| Danh mục G3 |
| Hạng mục G4 |
| Loại G5     |

### Chung kết đơn (2-2)
| Kết quả           | Số | Ngày                     | Giải đấu         | Bề mặt  | Đối thủ                            | Tỉ số       |
| ----------------- | -- | ------------------------ | ---------------- | ------- | ---------------------------------- | ----------- |
| Người chiến thắng | 1. | Ngày 30 tháng 8 năm 1997 | Damascus, Syria  | Đất nện | liên_kết=\|viền Natascha Bruckner  | 6-3 6-1     |
| Người chạy lên    | 2. | 28 tháng 6 năm 1998      | Mohammed, Ma-rốc | Đất nện | liên_kết=\|viền Meryem El Haddad   | 3-6 3-6     |
| Người chạy lên    | 3. | 29 tháng 8 năm 1998      | Damascus, Syria  | Đất nện | liên_kết=\|viền Feriel Esseghir    | 3-6 4-6     |
| Người chiến thắng | 4. | 26 tháng 6 năm 1999      | Mohammed, Ma-rốc | Đất nện | liên_kết=\|viền Isabel Collischonn | 6-2 0-6 7-5 |

### Đôi (6-1)
| Đất nện |

| Đất nện |

| Đất nện |